# Unicórnio Cor-de-Rosa Invisível
O Unicórnio Cor-de-Rosa Invisível é a deusa de uma paródia religiosa que satiriza as crenças teístas. Tem a forma de um unicórnio que é paradoxalmente invisível e cor-de-rosa, características que aludem às contradições que alguns atribuem às propriedades das divindades teístas e que fazem com que alguns ateus e cépticos o usem como figura de retórica.
O Unicórnio Cor-de-Rosa Invisível pode ser usado para argumentar que as crenças no sobrenatural são arbitrárias ao, por exemplo, substituir a palavra Deus em qualquer manifesto teísta por Unicórnio Cor-de-Rosa Invisível.

## História
A mais antiga referência ao Unicórnio Cor-de-Rosa Invisível data do dia 7 de Julho de 1990, do grupo de discussão alt.atheism da Usenet.
Posteriormente, Steve Eley (um autor americano de ficção especulativa) escreveu:

"Os Unicórnios Cor-de-rosa Invisíveis são seres de grande poder espiritual. Sabemos isto porque eles são capazes de ser invisíveis e cor-de-rosa ao mesmo tempo. Como em todas as religiões, a Crença do Unicórnio Cor-de-rosa Invisível baseia-se em lógica e fé. Acreditamos que eles são cor-de-rosa e logicamente sabemos que são invisíveis porque não os conseguimos ver."  

Em 2007, Niamh Wallace escreveu que o Unicórnio Cor-de-rosa Invisível ganhou ubiquidade como um símbolo do ateísmo.

Uma representação gráfica realística em alta definição do Unicórnio Cor-de-rosa Invisível, essa imagem contem um Canal Alfa, onde a invisibilidade do unicórnio é expressa.
Uma representação gráfica do Unicórnio Cor-de-rosa Invisível